# Simon Ntamwana
Simon Ntamwana, né le 3 juin 1946 à Mukenke, est un prélat burundais, archevêque de Gitega depuis 1997.

## Biographie
Simon Ntamwana est né le 3 juin 1946 à Mukenke au Ruanda-Urundi sous protectorat belge, aujourd’hui dans la province de Kirundo au Burundi. Entre 1966 et 1967, il étudie une année la philosophie au grand séminaire de Bujumbura. Il part ensuite à Rome étudier à l'Université pontificale urbanienne. Il y obtient un baccalauréat en théologie ainsi qu'un doctorat en philosophie. Là, il est ordonné prêtre par le cardinal Agnelo Rossi le 24 mars 1974. Rentré au Burundi en 1976, il est recteur du petit séminaire de Muyinga puis curé de Gitaramuka. Il s'occupe également de divers mouvements catholiques.

### Épiscopat
Il est nommé évêque de Bujumbura le 14 novembre 1988 puis sacré le 5 février 1989 par le cardinal Bernardin Gantin avec comme co-consécrateurs Michel Ntuyahaga (fi) et Roger Mpungu (de). Le 24 janvier 1997, il est nommé archevêque de Gitega.

### Mandats
Entre 1997 et 2004, il est président de la Conférence des évêques catholiques du Burundi (CECAB). De juillet 2007 à avril 2013, il est président de l’Association des conférences épiscopales de l’Afrique centrale (ACEAC).

## Prises de positions

### Menace après l'assassinat de Michael Courtney
Il accuse les rebelles des Forces nationales de libération d'être derrière l'embuscade qui tue Michael Courtney, nonce apostolique au Burundi. Cette dernière dément toute implication et lui lance un ultimatum en menaçant de le tuer s'il ne  quitte pas le Burundi sous trente jours,.

### Sur l'épidémie de SIDA en Afrique
En mars 2009, il salue les propos de Benoît XVI sur le préservatif, et déclare « Ce n’est pas le préservatif qui va diminuer le nombre d’infections du Sida, mais certainement une discipline que chacun doit s’imposer pour pouvoir changer d’attitude, une attitude qui va l’aider à échapper à un hédonisme qu’il ne peut plus contrôler. »

### Élection présidentielle burundaise de 2015
À l'approche de l'élection présidentielle, il affirme « Nous pensons que le président Pierre Nkurunziza a bien terminé ses deux mandats ». Sa position est interprétée comme étant contre la candidature du président sortant à un troisième mandat.

## Succession apostolique
Simon Ntamwana a ordonné les évêques suivants :
- Évêque Joachim Ntahondereye (de) (2003)
- Archevêque Bonaventure Nahimana (it) (2009)